# Mokopirirakau granulatus
Espèce
Synonymes
- Naultinus granulatus Gray, 1845
- Hoplodactylus granulatus (Gray, 1845)
- Naultinus brevidactylus Gray, 1845
- Naultinus sylvestris Buller, 1881
- Naultinus versicolor Colenso, 1885

Statut CITES
Mokopirirakau granulatus est une espèce de geckos de la famille des Diplodactylidae.

## Répartition
Cette espèce est endémique de Nouvelle-Zélande.

## Publication originale
- Gray, 1845 : Catalogue of the specimens of lizards in the collection of the British Museum, p. 1-289 (texte intégral).